# Alison O’Donnell
Alison O’Donnell (* in Motherwell) ist eine schottische Schauspielerin.

## Leben
Alison O’Donnell wurde in den 1980er Jahren in Motherwell geboren und hatte schon zu Schulzeiten ein Faible fürs Schauspiel. Nach ihrem Schulabschluss ging sie wie ihre zwei älteren Schwestern an die Universität, wo sie zunächst Internationales Recht (International Law) studierte. Nach drei Monaten brach sie ihr Studium ab, um sich primär der Schauspielerei zu widmen. Zuerst spielte sie vor allem im Theater und hatte kleinere Auftritte in Fernsehserien. Größere Bekanntheit erlangte sie, als sie ab 2013 eine Hauptrolle in der erfolgreichen schottischen Serie Mord auf Shetland (im Original Shetland) übernahm. Dort verkörpert sie Detective Constable bzw. Detective Sergeant Alison „Tosh“ MacIntosh.
Sie lebt in einer Partnerschaft mit dem Dramaturgen D. C. Jackson und wurde im Jahr 2020 zum zweiten Mal Mutter.

## Filmografie
- 2006: Feel the Force (Fernsehserie)
- 2012: Howlby City (Fernsehserie)
- seit 2013: Mord auf Shetland (Shetland)  (Fernsehserie)
- 2019: Friedhof der Kuscheltiere